# Волкотт (Айова)
Волкотт (англ. Walcott) — місто (англ. city) в США, в округах Скотт і Маскетін штату Айова. Населення — 1551 особа (2020).

## Географія
Волкотт розташований за координатами 41°36′42″ пн. ш. 90°47′11″ зх. д. / 41.61167° пн. ш. 90.78639° зх. д. (41.611567, -90.786352).  За даними Бюро перепису населення США в 2010 році місто мало площу 9,04 км², з яких 8,98 км² — суходіл та 0,06 км² — водойми. В 2017 році площа становила 8,13 км², з яких 8,07 км² — суходіл та 0,06 км² — водойми.

## Демографія
Згідно з переписом 2010 року, у місті мешкало 1629 осіб у 694 домогосподарствах у складі 456 родин. Густота населення становила 180 осіб/км².  Було 806 помешкань (89/км²).
Расовий склад населення:
| - 97,5 % — білих - 0,3 % — азіатів - 0,2 % — корінних американців - 0,2 % — чорних або афроамериканців |

До двох чи більше рас належало 1,2 %. Частка іспаномовних становила 2,5 % від усіх жителів.
За віковим діапазоном населення розподілялося таким чином: 24,9 % — особи молодші 18 років, 59,3 % — особи у віці 18—64 років, 15,8 % — особи у віці 65 років та старші. Медіана віку мешканця становила 40,3 року. На 100 осіб жіночої статі у місті припадало 98,2 чоловіків;  на 100 жінок у віці від 18 років та старших — 96,2 чоловіків також старших 18 років.
Середній дохід на одне домашнє господарство  становив 64 588 доларів США (медіана — 49 583), а середній дохід на одну сім'ю — 78 624 долари (медіана — 69 609). Медіана доходів становила 51 447 доларів для чоловіків та 32 898 доларів для жінок. За межею бідності перебувало 7,9 % осіб, у тому числі 11,3 % дітей у віці до 18 років та 3,1 % осіб у віці 65 років та старших.
Цивільне працевлаштоване населення становило 834 особи. Основні галузі зайнятості: виробництво — 20,0 %, освіта, охорона здоров'я та соціальна допомога — 15,9 %, роздрібна торгівля — 15,5 %.